# Daniel Colindres
Daniel Colindres Solera, né le 10 janvier 1985 à Alajuela, est un footballeur international costaricien qui évolue au poste d'attaquant en faveur du Puntarenas FC.

## Biographie

### En club
Avec le club du Deportivo Saprissa, il dispute les quarts de finale de la Ligue des champions de la CONCACAF en 2015 puis en 2017.

### En équipe nationale
Colindres fait ses débuts avec l'équipe du Costa Rica, le 2 septembre 2011, lors d'un match amical contre les États-Unis (victoire 0-1).
En mai 2018, il est sélectionné afin de participer à la Coupe du monde 2018 organisée en Russie. Lors du mondial, il joue deux matchs, contre la Serbie et la Suisse.

## Vie personnelle
Le père de Colindres, Santiago de Colindres, était un Hondurien, qui a vécu au Costa Rica. Il était membre de la Light of the World Church.

## Palmarès
- Champion du Costa Rica en 2014 (C), 2014 (A), 2015 (A), 2016 (A), et 2018 (C) avec le Deportivo Saprissa
- Finaliste de la Coupe du Costa Rica en 2014 avec le Deportivo Saprissa